# Barra del Trabucador
La barra del Trabucador es un istmo de seis kilómetros que une el delta del Ebro con la península de la Baña. Se sitúa en el municipio de San Carlos de la Rápita (provincia de Tarragona, España). Se trata de un espacio muy frágil, fruto de la deposición de arena por parte de las corrientes marinas. En ocasiones de temporales, este espacio es invadido por el agua del mar y se conecta así el mar Mediterráneo con la bahía de los Alfaques, rompiendo de este modo las comunicaciones por vía terrestre. Su extensión, junto con la costa de los municipios de Alcanar y San Carlos de la Rápita, delimitan la Bahía de los Alfaques. La barra del Trabucador es recorrida por el Camino del Trabucador, que llega hasta las Salinas de la Trinidad, en La Baña. Las playas son largas, aunque próximas al límite que marca el camino. También tienen una lenta profundización dentro el agua, de forma que las aguas son cálidas y las mareas aparentemente de mayor incidencia.
La mayor parte de la barra está integrada por arenales sin ningún tipo de vegetación, a pesar de que se pueden distinguir algunas dunas vegetadas y, a los bordes de la bahía, varias comunidades halófilas. En la zona de dunas  predomina la hierba de playa (Elymus farctus) (hábitat de interés comunitario; código 2110), con  algunas especies alóctonas en el Delta, como Otanthus maritimus y Loto creticus. En cuanto a las comunidades halófilas destacan los juncales (Juncetalia maritimi) y los espartales (hábitats de interés comunitario, códigos 1410 y 1320) y las comunidades de Salicornia y otras plantas anuales, colonizadoras de suelos arcillosos o arenosos salinos (código 1310).
Se han llevado a cabo varias actuaciones con el objetivo de restaurar las comunicaciones y estabilizar el espacio (creación de dunas artificiales, cierre de puntos abiertos por el mar) y darle un uso recreativo (aparcamiento, área de servicios, etc.). La preocupación en este punto es que estas actuaciones han contribuido a la banalización paisajística de la zona y no siempre han sido eficientes. Actualmente la sobreexplotación del espacio, sobre todo en verano, y el tráfico rodado por la barra del Trabucador son los principales factores que presentan una influencia negativa sobre el espacio. El espacio forma parte del espacio de la Red Natura 2000.